# Ярославський Ярослав Іванович
Ярославський Ярослав Іванович (нар. 28 червня 1987, Чечельник) — Генеральний директор ТОВ «Державний земельний банк» та проєкту «Земельний банк», кандидат технічних наук, академік АН ПРЕ, винахідник.

## Освіта
У 2009 році закінчив магістратуру у Вінницькому національному технічному університеті за спеціальністю «Інженер з лазерної та оптоелектронної техніки». У 2013 отримав другу вищу освіту інженера-землевпорядника у Львівському національному аграрному університеті.

## Наука
Ще за навчання в університеті розпочав наукову діяльність, досліджуючи напрямки оптоелектроніки, інформаційних технологій, штучного інтелекту, телемедичних технологій.
У 2020 році отримав науковий ступінь Кандидата технічних наук за спеціальністю «Біологічні та медичні прилади і системи». Цього ж року став Академіком АН ПРЕ.
За 19 років наукового стажу опублікував більш як 30 наукових праць, в тому числі 15 статей у фахових наукових виданнях України (з них 4 у виданнях, які індексуються міжнародною наукометричною базою даних Scopus, Index Copernicus). Зареєстрував 5 патентів України.

## Кар'єра
Свою професійну діяльність розпочав у 2008 році у Вінницькій регіональній філії ДП «Центр ДЗК» з позиції провідного адміністратора системи захисту інформації.
З 2011 до 2013 працював заступником начальника філії — начальником управління Державного земельного кадастру Вінницької регіональної філії ДП «Центр ДЗК».
З 2013 по 2014 рік був начальником управління Державного земельного кадастру Головного управління Держземагентства у Вінницькій області.
З 2015 по 2016 — начальником управління Держземкадастру Головного управління Держгеокадастру в області.
У 2016 зайняв позицію Директора державного підприємства «Вінницький науково-дослідний та проектний інститут землеустрою». За час роботи у Вінницькому інституті землеустрою вивів його на рівень найбільшого в Україні державного підприємства, що надає повний спектр послуг з розробки всіх видів землевпорядної та землеоцінювальної документації. Зокрема, у 2019 році приєднав аналогічні (збиткові) підприємства в Хмельницькій та Чернівецькій областях, утворивши з них філії.
У 2021 став радником Міністра аграрної політики та продовольства України із земельних питань.
Також у цьому ж році став співавтором та постійним експертом телепроєкту «Земельний навігатор»[неавторитетне джерело] на регіональному телеканалі «Вінниччина», у якому дає відповіді на поширені питання вінничан щодо ринку землі, земельної реформи та іншого.
У 2023 році увійшов до складу робочої групи з питань реалізації проєкту «Земельний банк», який полягає у відкритті доступу агробізнесу до ринку державних сільськогосподарських земель через прозорий механізм оренди.
У червні 2024 року був призначений Фондом державного майна України (ФДМУ) керівником ДП «Фонд аграрних інвестицій» та проєкту «Земельний банк». У серпні цього року перший державний оператор «Земельного банку» – ДП «Фонд аграрних інвестицій» перетворився на ТОВ «Державний земельний банк», яке на 100% належить державі. У зв‘язку з чим Ярослав Ярославський став Генеральним директором цього підприємства, яке займається реєстрацією державних сільгоспземель та організацією їх передачі в користування через прозорі механізми аукціонів оренди землі. 

## Нагороди
- У 2016 році отримав Почесну грамоту від Віцепрем'єр-міністра, Міністра регіонального розвитку, будівництва та житлово-комунального господарства України.
- У 2018 — звання «Людина року»[5][6] у номінації «Нова генерація року».
- У 2023 році здобув відзнаку Міністра оборони «За сприяння обороні» та нагороду «За сприяння у забезпеченні державної безпеки» від Управління СБУ у Вінницькій області.

## Посилання

## Особисте життя
Одружений. Має сина та доньку.